# Dong-gu, Gwangju
Dong-gu (koreanska: 동구) ("Östra distriktet") är ett av de fem stadsdistrikten i staden Gwangju i den södra delen av  Sydkorea, 260 km söder om huvudstaden Seoul.

## Administrativ indelning
Dong-gu indelas administrativt i 13 stadsdelar (dong):
Chungjang-dong,
Dongmyeong-dong,
Gyerim 1-dong,
Gyerim 2-dong,
Hagun-dong,
Hak-dong,
Jisan 1-dong,
Jisan 2-dong,
Jiwon 1-dong,
Jiwon 2-dong,
Sansu 1-dong,
Sansu 2-dong och
Seonam-dong.